# Баррос, Алехандра
Алехандра Баррос дель Кампо (исп. Alejandra Barros del Campo; род. 11 августа 1971, Мехико, Мексика) — мексиканская актриса театра и кино и сценаристка.

## Биография
Родилась 11 августа 1971 года в Мехико. После окончания средней школы переехала в Нью-Йорк, где она поступила сразу в три учебных заведения: The Lee Strasberg Theater Institute, Actor's Studio Film & T.V. School и Broadway Dance Center и все их успешно окончила. Для закрепления популярности, по возвращении в Мехико она поступила в четвёртое учебное заведение — CEA при телекомпании Televisa и его также успешно окончила. В мексиканском кинематографе дебютировала в 1997 году и с тех пор приняла участие в 36 работах в кино в качестве актрисы и сценаристки.

### Личная жизнь
Алехандра Баррос вышла замуж за Луиса Мануэля Перлату и родила сына Луиса Мануэля, однако личная жизнь не сложилась — супруги в 2003 году развелись.

## Фильмография

### В качестве актрисы

#### Теленовеллы
- Mujeres de negro (2016) — Jacqueline Acosta Valente Vda. de Rivera «Jackie»
- A que no me dejas (2015—2016) — Julieta Olmedo Rodríguez
- La sombra del pasado (2014—2015) — Candela Rivero de Mendoza[1]
- Quiero amarte (2013—2014) — Juliana Montesinos Carmona
- Para volver a amar (2010—2011) — Bárbara Mantilla de Espinosa
- Hasta que el dinero nos separe (2010) — Alicia Ávila Del Villar
- Alma de hierro (2008—2009) — Mariana Camargo
- Yo amo a Juan Querendón (2007—2008) — Susana
- Amor sin maquillaje (2007)
- Скрытая правда, или Наш секрет (2006) — Alejandra Balmori Genovés
- La esposa virgen (2005) — Cecilia
- Мачеха (2005) — Diana
- Mariana de la noche (2003—2004) — Mariana Montenegro Madrigal
- Clase 406 (2002—2003) — Adriana Pineda / Ángela Pineda
- Navidad sin fin (2001) — Ángela
- María Belén (2001) — Valeria Montaño de Sanz
- Atrévete a olvidarme (2001) — Olga Bocker
- Por un beso (2000—2001) — Thelma
- Locura de amor (2000) — Beatriz Sandoval
- Huracán (1997—1998) — Rocio Medina
- Confidente de secundaria (1996) — Laura

#### Многосезонные ситкомы
- Женщины-убийцы (2008) — Jessica Suárez «Jessica, tóxica»
- S.O.S.: Sexo y otros secretos (2008)
- 13 Miedos (2007) — Cristina
- Vibe (2005) — Conductora
- Женщина, случаи из реальной жизни (1985—2007; снималась в период 2000—2003).

#### Художественные фильмы
- Memoria de mis putas tristes (2011) — Florina de Dios[2]
- Viento en contra (2011) — Sofia Navarrete
- Seres: Génesis (2010) — Mariel
- No eres tú, soy yo (2010) — María
- Matinée (2009) — María
- Amar (2009) — Virginia
- Sultanes del Sur (2007) — Turista
- Mejor es que Gabriela no se muera (2007) — La protagonista
- El viaje de la nonna (2007) — Ana
- Matando Cabos (2004) — Líder Extraterrestre

### В качестве сценаристки
- Cloroformo (2012)
- Los héroes del norte (2012)

## Театральные работы
- Amor, dolor y lo que traía puesto (2012) — Vanesa
- El año próximo a la misma hora (2009) — Doris
- Chicas católicas (2008)
- Closer (2007)
- Monólogos de la vagina (2006)
- En esta esquina (2005)
- Malcolm y su lucha contra los eunucos (2002)

## Награды и премии

### TVyNovelas
| Год  | Номинация                    | Теленовелла                    | Итоги премии |
| ---- | ---------------------------- | ------------------------------ | ------------ |
| 2016 | лучшая злодейка              | La sombra del pasado           | проигрыш     |
| 2011 | лучшая актриса второго плана | Para volver a amar             | ПОБЕДА       |
| 2009 | лучшая актриса второго плана | Alma de hierro                 | проигрыш     |
| 2007 | лучшая актриса               | Скрытая правда, или Наш секрет | проигрыш     |

### Palmas de Oro
| Номинация      | Теленовелла         | Итоги премии |
| -------------- | ------------------- | ------------ |
| лучшая актриса | Mariana de la noche | ПОБЕДА       |

### A.P.T
| Год  | Номинация                             | Театральная пьеса              | Итоги премии |
| ---- | ------------------------------------- | ------------------------------ | ------------ |
| 2009 | лучшее театральное женское откровение | El próximo año a la misma hora | ПОБЕДА       |

### People en Español
| Год  | Номинация                 | Теленовелла        | Итоги премии |
| ---- | ------------------------- | ------------------ | ------------ |
| 2011 | лучшая эпизодическая роль | Para volver a amar | ПОБЕДА       |